# Dreaming I was dreaming
「Dreaming I was dreaming」（ドリーミング・アイ・ワズ・ドリーミング）は、日本の元女性歌手、安室奈美恵の単独名義では11枚目のシングル。1997年11月27日にavex traxから発売された。小室哲哉・久保こーじプロデュースによる楽曲である。

## 解説
- 1997年10月22日にSAM（TRF）との結婚・妊娠3ヶ月であることを発表し、その約1ヶ月後に発売されたシングル。安室は翌年（1998年）から産休に入ったため、本作と次作シングル「I HAVE NEVER SEEN」の間には1年以上のブランクがある。
- 銀座ジュエリーマキ「エステートツインジュエリー」CMソング。
- ジャケットは表は笑顔のアップ、裏は砂浜を歩く後ろ姿。
- シングルでは初の久保こーじが単独で曲を手掛けた、ジャジーなスロウR&B。
- 髪型をそれまでの象徴的なロングヘアからショートボブに変えたことや、妊娠で膨らんだお腹を抱えながら踊る姿が話題になった。
- 本作はオリジナル・アルバムには収録されておらず、結婚発表後にプロデューサーの小室哲哉からの結婚祝いとして発売されたマキシ盤「CAN YOU CELEBRATE?」収録のアレンジバージョン（「Subconscious Mix」とそのインスト）、産休に入ってから発売されたベストアルバム『181920』、バラードベストアルバム『Ballada』の2枚のみとなっている。
- ライブで歌われることは極めて少なく、披露されたのは2003年から2004年まで及んだツアー「namie amuro SO CRAZY TOUR featuring BEST SINGLES」で「SOMETHING 'BOUT THE KISS」、「no more tears」のメドレーと2014年のツアー「namie amuro LIVE STYLE 2014」の日替わりで歌われた2度きりである。
- 1999年に「うたばん」に出演した際に、長男がなかなか寝付けないので、妊娠中のときレコーディングしたこの曲を子守唄で歌ってみたとコメントしている。しかし効果はゼロだったらしい。
- CD-EXTRAによるエンハンスド仕様になっている。

## 収録曲
| 全作詞: MARC・小室哲哉、全作曲・編曲: 久保こーじ。 |                                               |                  |            |      |
| #                                                  | タイトル                                      | 作詞             | 作曲・編曲 | 時間 |
| 1.                                                 | 「Dreaming I was dreaming (Straight Run)」    | MARC ・ 小室哲哉 | 久保こーじ | 5:10 |
| 2.                                                 | 「Dreaming I was dreaming (congratulations)」 | MARC ・ 小室哲哉 | 久保こーじ | 6:33 |
| 3.                                                 | 「Dreaming I was dreaming (Instrumental)」    | MARC ・ 小室哲哉 | 久保こーじ | 5:09 |
| 合計時間:                                          | 合計時間:                                     | 16:52            |            |      |

クレジット
- Produced : 小室哲哉, 久保こーじ
- Piano : 小室哲哉
- Mixed : Dave Way
- Remixed (#2) : Joe Chiccarelli

## 収録作品
CD
- マキシ盤『CAN YOU CELEBRATE?』(Subconscious Mix)
  - 結婚記念の企画シングル。
- ベスト『181920』（『181920 & films』も同様）
- ベスト『Ballada』
  - 表記されていないが、コーラス部分と楽曲を一部再録したバージョンで収録。
- 『namie amuro LIVE STYLE 2014 -Live Ballada-』（レンタル限定盤）

映像作品
- PV集『181920 films』（VHS・DVD）
  - 『181920 films + filmography』（DVD）、『181920 & films』（CD+DVD）についても同様である。
- ライヴ『namie amuro SO CRAZY tour featuring BEST singles 2003-2004』（DVD）
- ライヴ『namie amuro LIVE STYLE 2014』（DVD・Blu-ray）
  - 豪華盤特典映像「Special Ballad」に収録。